# 李明依
李明依（1966年5月28日—），是台灣的女歌手、女演員、節目主持人與文字工作者。教育程度德明商專肄業。曾經主持過多個節目。在2006年的百萬人民倒扁運動中曾多次公開表態支持倒扁立場。她是基督徒。現任台灣優質生命協會副理事長。

## 簡史
- 李明依父親是雲南老兵，她是外省第二代。李父戰亂時跟著軍隊到泰國，在當地認識了一位泰國女子，泰國女子跟隨李父撤退到台北的西門町落腳，並生了二子一女。而這泰國女子為李父的第一任老婆。李父退休後，因為經濟負擔沉重，且李父又無謀生技能，在逼不得已的情況下，退而求其次地選擇了當時在家鄉地位不高的「剃頭師」，與來自台中的女子，也就是李明依的生母結識後，在她不知道李父已有一妻三子的情況下，兩人步入禮堂，並生了五個小孩。在李父第一任妻子病逝後，家裡負擔變得更重，不得已只好將前妻的兩個小孩送走，只留下一個與李明依同父異母的哥哥。從此以後，哥哥的想法越來越偏激，他認為媽媽的死都是繼母害的，不但學壞，對繼母、李明依拳打腳踢，甚至還性侵李明依。2002年李明依以一本《華西街的一蕊花》自傳書，自爆被父親和大哥性侵的痛苦過去震驚演藝圈。
- 就讀德明商專二年級時，老師認為當時在班上擔任康樂股長的她煽動同學和別校男生聯誼，她駁斥「每個人都有自己的想法，不可能是我煽動的」，結果該學年她的操行成績只有58.59分；她拒絕依老師要求公開認錯，暑假時她收到退學通知，此後她未再升學。她就讀德明商專期間加入話劇社，在話劇社公演中擔任女主角，開啟日後的演藝之路。
- 1989年，在電影《童黨萬歲》中嶄露頭角。
- 1990年，以中視黃金劇場《把愛找回來》獲得第25屆金鐘獎最佳女演員獎，穿牛仔褲上台領獎。
- 1989年，發行第一張唱片專輯《小女生》，收錄與庹宗華合唱曲算不算是一對戀人。
- 1990年，發行第二張唱片專輯《不是演戲》，收錄電視廣告主題曲喜歡有什麼不可以；歌詞中「只要是我喜歡，有什麼不可以」唱出青少年的心聲，深受當時青少年喜愛，並成為流行的口號，但引起台灣教育文化界的爭議。
- 1996年，與美國籍男友Peter Henderson結婚。
- 1999年，與Peter協議離婚。
- 2002年，婚變回台。
- 2002年，以東森綜合台《開運鑑定團》入圍第37屆金鐘獎娛樂綜藝節目主持人獎。
- 2002年，出版自傳《華西街的一蕊花》，首度公開被傷害的童年往事，是踏出陰霾勇敢的第一步。

## 主持作品

### 電視節目
| 頻道             | 節目                                   | 備註                          |
| ---------------- | -------------------------------------- | ----------------------------- |
| TVBS頻道         | 《今夜女人香》                         |                               |
| Channel V        | 《噪音陪審團》                         |                               |
| 台灣電視公司     | 《綜藝發發發》                         |                               |
| 中國電視公司     | 《沸騰230》                            |                               |
| 中國電視公司     | 《喜從天降》                           | 與辛隆主持                    |
| 中國電視公司     | 《無敵哇哇哇》                         |                               |
| 中華電視公司     | 《快樂星期天》                         | 與巫啟賢主持                  |
| 中華電視公司     | 《綜藝聯合國》                         |                               |
| 中華電視公司     | 《圓夢35 快樂出航 華視35週年台慶酒會》 | 與巴戈主持                    |
| 民視無線台       | 《音樂流行線》                         |                               |
| 民視無線台       | 《綜藝強強強》                         |                               |
| 華衛音樂台       | 《娛樂八點黨》                         |                               |
| 八大綜合台       | 《李明依Fun電》                        |                               |
| 八大綜合台       | 《新聞二手e》                          |                               |
| 八大綜合台       | 《明至天皇》                           | 與董至成主持                  |
| 東森綜合台       | 《開運鑑定團》                         |                               |
| 東森綜合台       | 《最後的晚餐》                         |                               |
| 東森綜合台       | 《幸福鑑定團》                         |                               |
| 東森綜合台       | 《大老婆俱樂部》                       | 與庹宗康主持                  |
| 東森綜合台       | 《ET晚點名》                           | 與庹宗康主持                  |
| 高點綜合台       | 《勁爆依依九》                         |                               |
| 衛視體育台       | 《金牌武撞元》                         | 與撞球教練張明雄主持          |
| MOMO親子台       | 《親子共和國》                         |                               |
| 好消息衛星電視台 | 《心靈樂飛揚》                         | 與宋達民主持                  |
| 好消息衛星電視台 | 《進擊三國智》                         | 與巴鈺、林彥君、Gentleman主持 |

### 電台節目
| 頻道         | 節目                 |
| ------------ | -------------------- |
| 中廣青春網   | 《我愛你》           |
| 台南古都電台 | 《夢公園》           |
| 台中廣播公司 | 《快樂的生日》       |
| 中廣流行網   | 《午餐的約會》       |
| 中廣流行網   | 《金色頻道Emi Star》 |
| 中廣流行網   | 《五年六班》         |
| Hit FM       | 《HIT週末!》         |
| POP Radio    | 《依同開Mic辣》      |

## 演出作品

### 電視劇
| 年份                         | 頻道         | 劇名                                          | 飾演   |
| ---------------------------- | ------------ | --------------------------------------------- | ------ |
| 1985年8月14日~1985年9月13日  | 中華電視公司 | 李如麟歌仔戲《龍鳳姻緣》                      | 翠喜   |
| 1986年4月8日~1986年6月6日    | 中國電視公司 | 《一代公主》                                  |        |
| 1989年2月18日~？             | 中國電視公司 | 《黃金劇場－把愛找來》                        |        |
| 1989年10月2日~1989年11月17日 | 中國電視公司 | 《鋤頭博士》                                  | 陳秋滿 |
| 1990年8月20日~1990年10月15日 | 中華電視公司 | 《大兵日記》                                  | 陸逸美 |
| 1991年12月4日~？             | 中國電視公司 | 《黃金劇場－兩個月亮》                        | 胡亞亞 |
| 1993年4月18日~1993年10月24日 | 中華電視公司 | 《七億新娘》                                  | 杜念雲 |
| 1993年7月1日~1993年8月20日   | 臺灣電視公司 | 《警花緣》                                    | 藍小鍈 |
| 1993年                       | 臺灣電視公司 | 台視劇場作家系列《卸妝》                      | 封碧嫦 |
| 1995年1月9日~1995年2月13日   | 中國電視公司 | 《帝女花》                                    | 婉兒   |
| 2001年12月7日~2002年1月25日  | 中國電視公司 | 《食人家族》                                  |        |
| 2020年                       | TVBS歡樂台   | 《女力報到－正好愛上你》 《女力報到－好運到》 | 羅維貞 |

### 電影
| 年份   | 片名           | 飾演 |
| ------ | -------------- | ---- |
| 1989年 | 童黨萬歲       |      |
| 1990年 | 金馬大兵       |      |
| 1993年 | 只要為你活一天 |      |
| 1998年 | 為人民服務     |      |

### 舞台劇
- 1991 《離華沙不遠，真的》

## 音樂作品

### 唱片專輯
| 年份          | 專輯名稱     | 唱片公司   | 曲目 |
| ------------- | ------------ | ---------- | --- |
| 1989年9月     | 《小女生》   | 滾石唱片   | 曲目 1. 算不算是一對戀人 2. 是不是一定要我像你 3. 獨立生活 4. 愛讓它自己慢慢擁有 5. 醉後的你 6. 放棄愛情放棄你 7. 自然就是這樣 8. 說走就走 9. 我有自己的主張 10. 永遠的卡通             |
| 1990年7月10日 | 《不是演戲》 | 滾石唱片   | 曲目 1. 我不是對你演戲 2. 喜歡有什麼不可以 3. 少愛你一些 4. 好想把愛找回來 5. 好想坐下來和你談一談 6. 原諒我的錯 7. 給親愛的你 8. 不告而別 9. 朋友別忘了常常聯絡 10. 是不是因為愛情小說 |
| 1991年4月     | 《小女人》   | 滾石唱片   | 曲目 1. 加一點想像給自己 2. 我沒有了感覺 3. 在愛人已去的房間裡 4. 我的心 5. 改變 6. 我的心有七億扇窗 7. 我知道有人為我守候 8. Child 9. 空 10. 我的心有七億扇窗                          |
| 1992年        | 《不懂》     | 寶麗金唱片 | 曲目 1. 不懂的是 2. 我很憂鬱 3. 悲歌 4. 週五寂寞症候群 5. 要安靜(音樂) 6. 三重奏 7. 顏色 8. 秘密 9. 生命是一列火車 10. 要安靜                                                           |
| 1993年7月     | 《持花戰士》 | 歌林唱片   | 曲目 1. 木槿 2. 圓仔花 3. 瑪格麗特 4. 天堂鳥的家鄉 5. 一日百合 6. 風中的雛菊 7. 一朵白玫瑰 8. 那西塞斯 9. 茉莉花開 10. Poppy                                                            |
| 1996年        | 《愛的決定》 | 友善的狗   | 曲目 1. 愛的決定 2. 告解 3. 晚睡 4. 愛情夜未眠 5. 舊衣裳 6. All My Life 7. 心如止水 8. 你為什麼離開我 9. 空白 10. 再也不要聽見人說愛我                                                  |

### 單曲
- <自由的風>，收錄於杜德偉《談情說愛》專輯，滾石唱片1990年5月8日發行
- <瑪格麗特>， 收錄於電影原聲帶《只要為你活一天》專輯，波麗佳音1993年4月發行

## 出版作品

### 書籍
| 年份   | 書名                                       | 出版社   |
| ------ | ------------------------------------------ | -------- |
| 1992年 | 《李明依？不懂》                           | 皇冠出版 |
| 2002年 | 《華西街的一蕊花》                         | 大田出版 |
| 2003年 | 《奢侈的愛自己：開運一姐教你花小錢大享受》 | 麥田出版 |

### 專欄
- 2006年自由時報專欄〈咖啡跟辣椒〉

## 獎項

### 金曲獎
| 年份   | 頒獎典禮    | 獎項       | 作品               | 結果 |
| ------ | ----------- | ---------- | ------------------ | ---- |
| 1990年 | 第2屆金曲獎 | 最佳新人獎 | 是不是一定要我像你 | 提名 |

### 電視金鐘獎
| 年份   | 獲提名                   | 獎項                             | 結果 |
| ------ | ------------------------ | -------------------------------- | ---- |
| 1990年 | 《黃金劇場－把愛找回來》 | 第25屆金鐘獎最佳女演員獎         | 獲獎 |
| 2002年 | 《開運鑑定團》           | 第37屆金鐘獎娛樂綜藝節目主持人獎 | 提名 |

## 外部連結
- 李明依的Facebook專頁
- 依同開Mic辣！的Facebook專頁
- 李明依的Instagram帳戶
- 李明依的新浪微博
- 李明依在香港影庫上的簡介

## 評價
- 台灣《蘋果日報》稱李明依為「演藝圈糾察隊」。